# Puchar Europy Zdobywczyń Pucharów siatkarek (1984/1985)
Puchar Europy Zdobywczyń Pucharów 1984/1985 – 13. sezon turnieju rozgrywanego od 1978 roku, organizowanego przez Europejską Konfederację Piłki Siatkowej (CEV) w ramach europejskich pucharów dla żeńskich klubowych zespołów siatkarskich „starego kontynentu”.

## Drużyny uczestniczące
- DECO Denderhovem
- Berkameratene Kongsberg
- VBT Luzerna
- Kaufhaus Innsbruck
- Post Wiedeń
- Arçelik Stambuł
- Crvena zvezda Belgrad
- Hapoel Bat Jam
- SC Dynamo Berlin
- Újpest Dózsa
- Atletico Porto
- Panathinaikos Ateny
- Urałoczka Swierdłowsk
- KFUM Göteborg
- USC Münster
- Akademik Sofia
- CASG Paris
- Deltalloyd Amstelveen
- Nelsen Reggio Emilia
- Slávia UK Bratysława

## Rozgrywki

### Runda wstępna
| Data       | Drużyna 1             | Wynik | Drużyna 2               | Sety                     |
| ---------- | --------------------- | ----- | ----------------------- | ------------------------ |
| 03.11.1984 | DECO Denderhovem      | 3:1   | Berkameratene Kongsberg | 14:16, 15:4, 15:6, 15:12 |
| 10.11.1984 | DECO Denderhovem      | 3:1   | Berkameratene Kongsberg | 15:5, 15:11, 15:12       |
| 04.11.1984 | VBT Luzern            | 0:3   | Kaufhaus Innsbruck      | 4:15, 10:15, 12:15       |
|            | VBT Luzern            | 3:2   | Kaufhaus Innsbruck      |                          |
|            | Post Wiedeń           | 3:0   | Arçelik Stambuł         |                          |
|            | Post Wiedeń           | 0:3   | Arçelik Stambuł         |                          |
| 04.11.1984 | Crvena zvezda Belgrad | 3:0   | Hapoel Bat Jam          | 15:4, 15:2, 15:7         |
| 13.11.1984 | Crvena zvezda Belgrad | 3:0   | Hapoel Bat Jam          | 15:5, 15:5, 15:          |

### 1/8 finału
| Data        | Drużyna 1             | Wynik | Drużyna 2             | Sety                     |
| ----------- | --------------------- | ----- | --------------------- | ------------------------ |
| 01.12.1984  | DECO Denderhovem      | 0:3   | SC Dynamo Berlin      | 9:15, 10:15, 5:15        |
|             | DECO Denderhovem      | 0:3   | SC Dynamo Berlin      | 1:15, 1:15, 5:15         |
| 01.12.1984  | Újpest Dózsa          | 3:0   | Atletico Porto        | 15:6, 15:10, 15:3        |
| 03.12.1984  | Újpest Dózsa          | 3:0   | Atletico Porto        |                          |
|             | Panathinaikos Ateny   | 0:3   | Urałoczka Swierdłowsk |                          |
|             | Panathinaikos Ateny   | 0:3   | Urałoczka Swierdłowsk |                          |
|             | KFUM Göteborg         | 3:2   | USC Münster           |                          |
|             | KFUM Göteborg         | 0:3   | USC Münster           |                          |
| 01.12.1984  | Akademik Sofia        | 3:0   | Crvena zvezda Belgrad | 15:12, 15:3, 15:9        |
|             | Akademik Sofia        | 3:2   | Crvena zvezda Belgrad |                          |
| 01.12.1984  | CASG Paris            | 3:1   | Kaufhaus Innsbruck    | 15:12, 14:16, 15:9, 15:5 |
|             | CASG Paris            | 3:1   | Kaufhaus Innsbruck    |                          |
| 01,12.1984  | Deltalloyd Amstelveen | 1:3   | Nelsen Reggio Emilia  | 15:8, 13:15, 11:15, 9:15 |
| x08.12.1984 | Deltalloyd Amstelveen | 0:3   | Nelsen Reggio Emilia  | 15:17, 11:15, 10:15      |
| 02.12.1984  | Slávia UK Bratysława  | 3:0   | Arçelik Stambuł       | 15:4, 15:6, 15:4         |
| 09.12.1984  | Slávia UK Bratysława  | 3:0   | Arçelik Stambuł       | 15:6, 15:5, 15:13        |

### Ćwierćfinał
| Data       | Drużyna 1            | Wynik | Drużyna 2             | Sety                              |
| ---------- | -------------------- | ----- | --------------------- | --------------------------------- |
| 09.01.1985 | Újpest Dózsa         | 0:3   | SC Dynamo Berlin      | 5:15, 3:15, 2:15                  |
|            | Újpest Dózsa         |       | SC Dynamo Berlin      |                                   |
| 09.01.1985 | USC Münster          | 0:3   | Urałoczka Swierdłowsk | 4:15, 7:15, 5:15                  |
|            | USC Münster          | 0:3   | Urałoczka Swierdłowsk | 3:15, 3:15, 9:15                  |
| 09.01.1985 | CASG Paris           | 2:3   | Akademik Sofia        | 10:15, 16:14, 15:13, 13:15, 11:15 |
|            | CASG Paris           | 0:3   | Akademik Sofia        | 3:15, 12:15, 7:15                 |
| 09.01.1985 | Slávia UK Bratysława | 1:3   | Nelsen Reggio Emilia  | 7:15, 12:15, 15:6 9:15            |
| 15.01.1985 | Slávia UK Bratysława | 1:3   | Nelsen Reggio Emilia  | 15:8, 8:15, 10:15, 8:15           |

### Turniej finałowy
Ankara
Tabela
| Lp. | Drużyna               | Pkt | Mecze | Mecze | Mecze | Sety | Sety | Sety  |
| Lp. | Drużyna               | Pkt | M     | W     | P     | wyg. | prz. | ratio |
| --- | --------------------- | --- | ----- | ----- | ----- | ---- | ---- | ----- |
| 1   | SC Dynamo Berlin      | 6   | 3     | 3     | 0     | 9    | 3    | 3.000 |
| 2   | Urałoczka Swierdłowsk | 5   | 3     | 2     | 1     | 8    | 3    | 2.667 |
| 3   | Akademik Sofia        | 4   | 3     | 1     | 2     | 4    | 7    | 0.571 |
| 4   | Nelsen Reggio Emilia  | 3   | 3     | 0     | 3     | 1    | 9    | 0.111 |

Wyniki
| Data       | Drużyna 1             | Wynik | Drużyna 2             | Sety                          |
| ---------- | --------------------- | ----- | --------------------- | ----------------------------- |
| 08.02.1985 | SC Dynamo Berlin      | 3:0   | Nelsen Reggio Emilia  | 15:2, 17:15, 15:3             |
| 08.02.1985 | Urałoczka Swierdłowsk | 3:0   | Akademik Sofia        | 15:9, 15:4, 15:4              |
|            |                       |       |                       |                               |
| 09.02.1985 | SC Dynamo Berlin      | 3:0   | Akademik Sofia        | 15:6, 15:1, 15:0              |
| 09.02.1985 | Urałoczka Swierdłowsk | 3:0   | Nelsen Reggio Emilia  | 15:9, 15:7, 15:5              |
|            |                       |       |                       |                               |
| 10.02.1985 | Akademik Sofia        | 3:1   | Nelsen Reggio Emilia  | 15:9, 13:15, 17:15, 15:13     |
| 10.02.1985 | SC Dynamo Berlin      | 3:2   | Urałoczka Swierdłowsk | 5:15, 15:9, 15:5, 11:15, 15:8 |

## Klasyfikacja końcowa
| Miejsce | Drużyna               |
| ------- | --------------------- |
| złoto   | SC Dynamo Berlin      |
| srebro  | Urałoczka Swierdłowsk |
| brąz    | Akademik Sofia        |
| 4.      | Nelsen Reggio Emilia  |